# 安联公园 (巴西)
安联公园（葡萄牙語：Allianz Parque）, 也称意大利健身竞技场（Palestra Itália Arena）, 位于巴西圣保罗，是一座多功能体育场。其可举办展览、音乐会、企业展览、足球比赛等活动。可容纳观众43713人。
该体育场是巴西最现代化的多功能体育场之一，符合所有国际足联的标准，并将优先用于举办相关体育赛事。球场始建于2010年，2014年11月竣工。

#### 建设协议

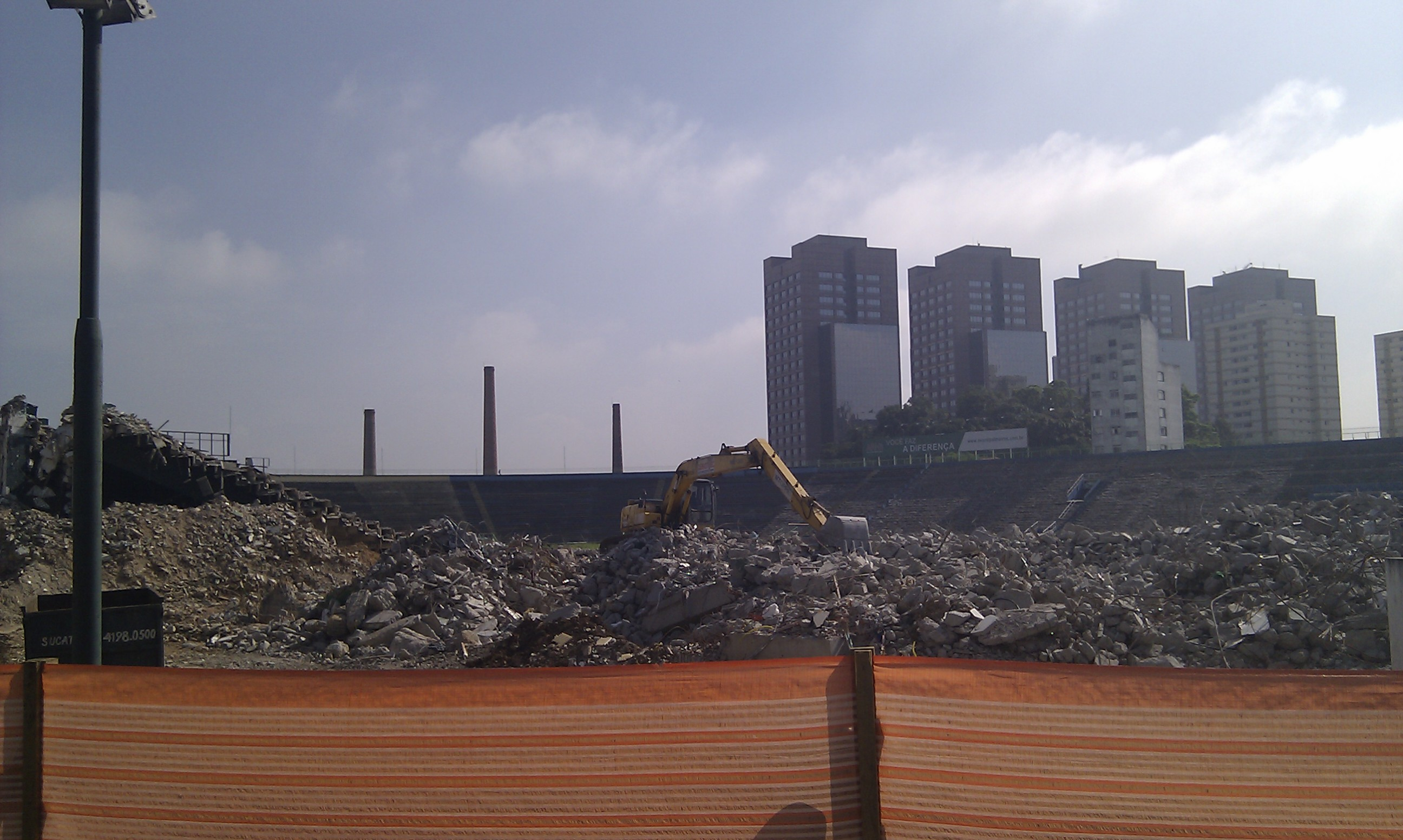
2011年2月，施工队对原有建筑拆迁。

#### 合作伙伴

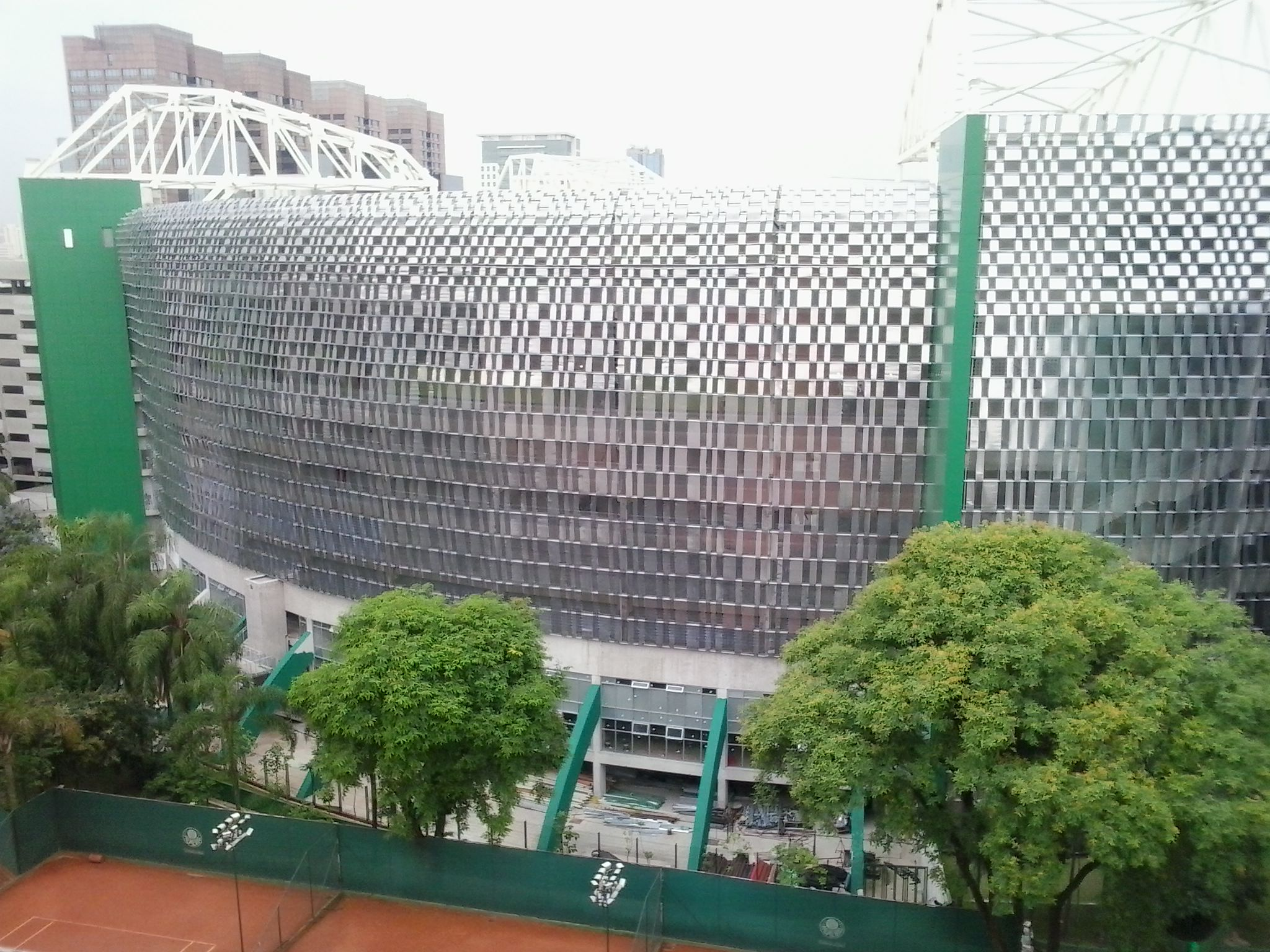
侧面

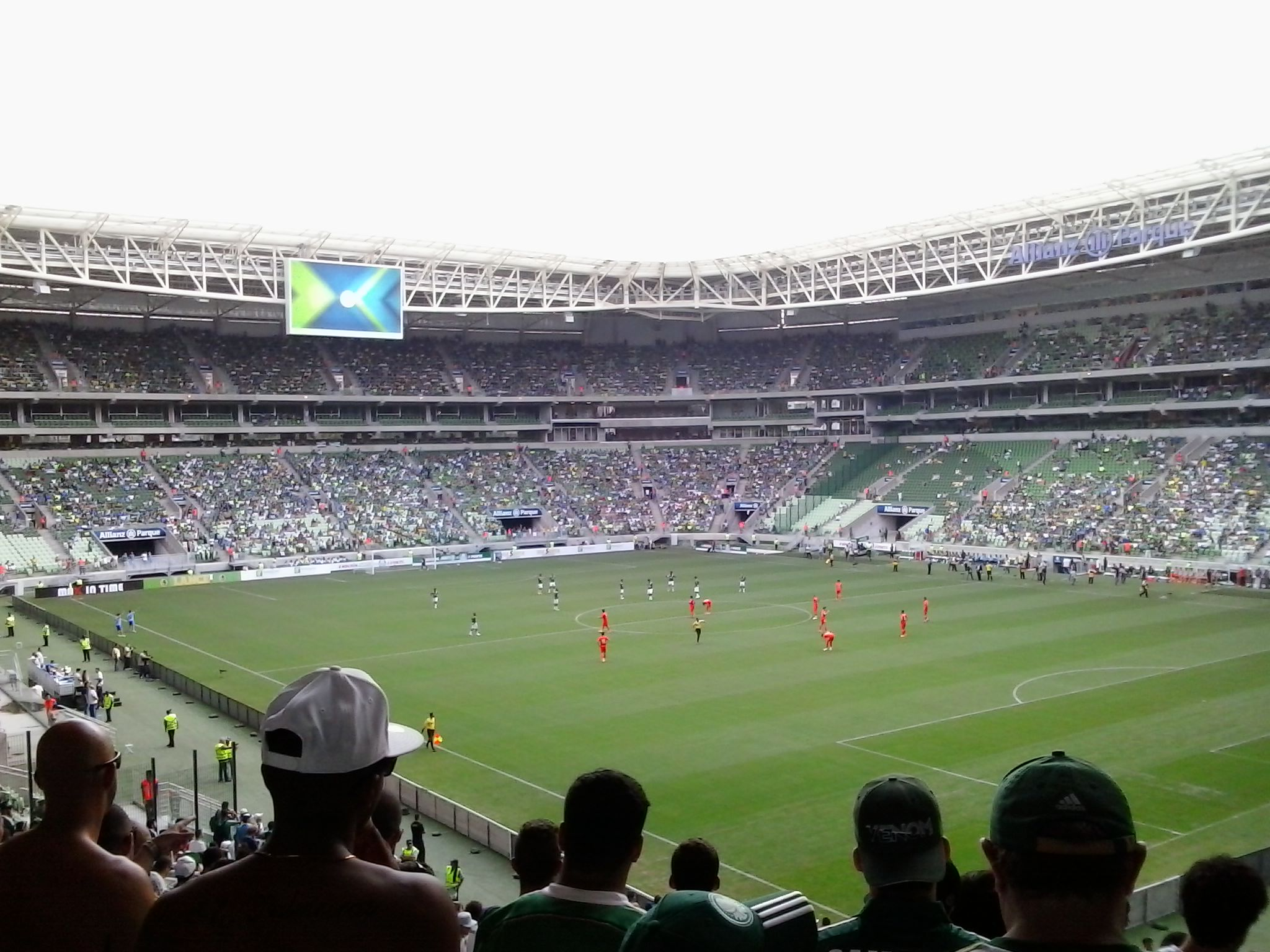
2015年1月，帕尔梅拉斯和山东鲁能的国际友谊赛在安联公园举行。

## 历史

### 用于比赛
尽管球场最多能容纳43713名观众落座，但因为需要将主客场球迷隔离，预留了3000余个空座，所以实际使用的没有这么多。因此，在有比赛时，通常仅销售40500票。

## 初次比赛
安联公园于2014年11月19日举行落成后的第一场比赛。由巴甲联赛的帕尔梅拉斯对阵累西腓，结果是东道主帕尔梅拉斯0-2不敌累西腓。第一球由Ananias Eloi Castro Monteiro射入。

## 用于其他

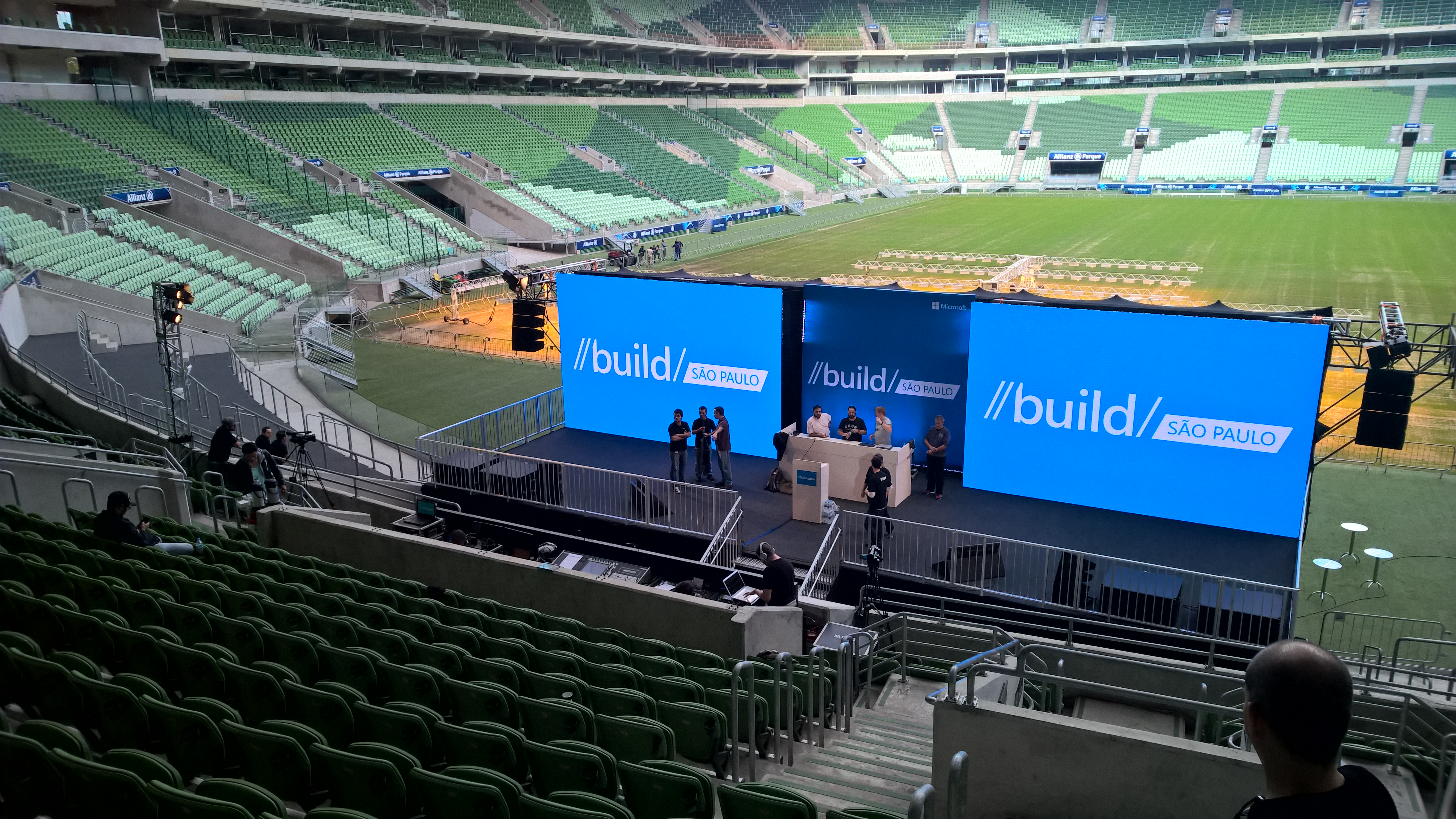
Build Tour São Paulo, 2015年5月

## 特点

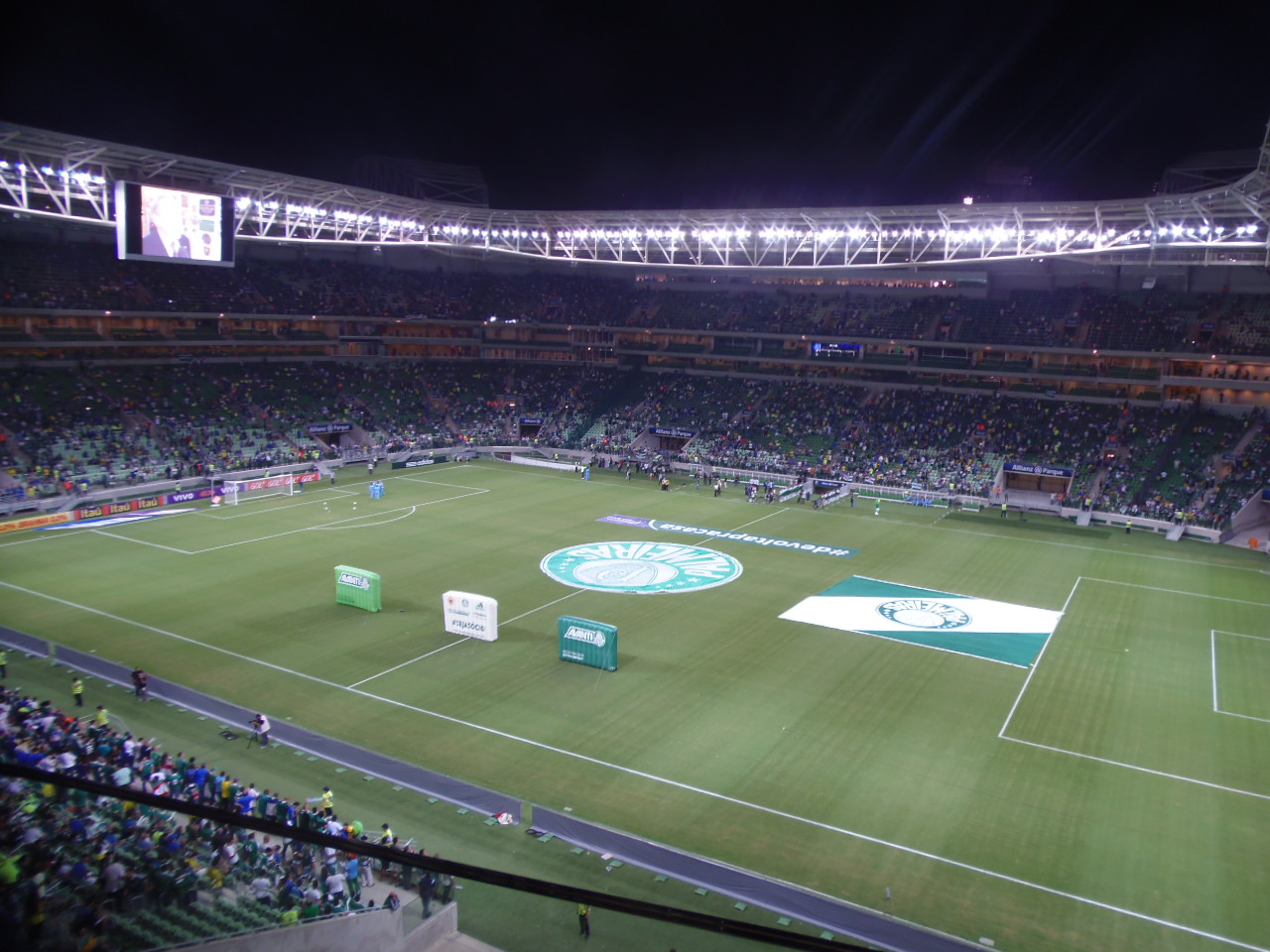
安联公园于2014年11月举办的第一场比赛

安联公园公有座位43,713个, 包括下层座位25,395个, 上层座位14,888个，还有188个私人包间，每个包间有12至21个座位，共3,430个 。此外，体育场还有全景餐厅，咖啡馆，商店，采用模块化结构，可容纳1500观众；媒体接待中心可接待1000名记者；停车场课容纳2000辆车，并为摩托车和自行车配有专门的车位。在举行大型表演和音乐会时，最多可接收55,000名观众。